# Göteborgs och Bohus läns landsting
Göteborgs och Bohus läns landsting var ett landsting mellan år 1863 och 1998. Första sammanträdet hölls 21 september 1863 i Göteborg. Från 1 januari 1985 fick landstinget tillstånd att kallas Bohuslandstinget. Landstinget upphörde 1 januari 1999 då ett nytt landsting bildades av de tidigare Bohuslandstinget, Landstinget i Älvsborg, Skaraborgs läns landsting samt Göteborgs stads landstingsverksamhet (Göteborgs sjukvård). Namnet på det nya landstinget blev Västra Götalands läns landsting.

## Historia
Göteborgs och Bohus läns landsting öppnades klockan 10.00, måndagen den 21 september 1863 på Börsen i Göteborg av dess ordförande, landshövding Olof Fåhræus. I Göteborgs Handels- och Sjöfartstidning gick att läsa (första och sista stycket): "Länets landsting har i dag kl. 10 f. m. blifvit öppnadt. De utsedde ombuden från skilda orter samlade sig så småningom kort före den utsatta timmen. Man såg där allvarliga män af olika stånd, hvilkas hållning bar prägeln däraf, att de fattade betydelsen af det uppdrag, de emottagit, samt af den nya institutionen, som nu första gången trädde i verket."/.../"Nedkallande den högstes välsignelse öfver våra förestående arbeten, förklarar jag härmed Göteborgs och Bohuläns första landsting öppnadt."   
Landstingsledamöterna representerade från början Uddevalla stad, Strömstads stad, Marstrands stad, Kungälvs stad, Östra Hisings härad, Västra Hisings härad, Sävedals härad, Askims härad, Inlands Fräkne härad, Inlands Nordre härad, Inlands Torpe härad, Inlands Södre härad, Bullarens härad, Kville härad, Tanums härad, Vette härad, Lane härad, Sörbygdens härad, Stångenäs härad, Sotenäs härad, Tunge härad, Orusts och Tjörns härader.

## Ordförande
- 1863 - Landshövding Olof Fåhræus
- 1864–1870 - Landshövding Albert Ehrensvärd d.ä.
- 1871 - Häradshövding Christian August Swalander
- 1872–1885 - Landshövding Albert Ehrensvärd d.ä.
- 1886–1887 - Häradshövding Axel Rosenquist af Åkershult
- 1888–1893 - Landshövding Gustaf Snoilsky
- 1894–1910 - Disponent William Gibson
- 1911–1912 - Direktör Melcher Lyckholm

## Politik

### Mandatfördelning i valen 1916–1966
| 8 | 14 | 33 |

| 8 | 16 | 30 |

| 13 | 7 | 12 | 17 |

| 49 |

| 12 | 2 | 8 | 23 |

| 45 |

| 16 | 3 |  | 7 | 21 |

| 48 |

| 16 | 10 |  | 5 | 15 |

| 47 |

| 19 | 8 | 5 | 15 |

| 47 |

|  | 25 | 6 | 6 | 10 |

| 47 |

|  | 23 | 6 | 8 | 9 |

| 45 |

|  | 17 | 7 | 12 | 7 |

| 43 |

| 18 | 6 | 17 | 5 |

| 43 |

|  | 23 | 6 | 15 | 6 |

| 45 |

|  | 23 | 6 | 12 | 8 |

| 45 |

| 25 | 6 | 14 | 8 |

| 47 |

|  | 22 | 7 | 16 | 8 |

### Mandatfördelning i valen 1970–1994
| 24 | 10 | 19 | 8 |

| 52 | 9 |

|  | 23 | 14 | 10 | 11 |

| 51 | 8 |

|  | 24 | 15 | 11 | 9 |

| 48 | 13 |

| 3 | 28 | 14 | 12 | 14 |

| 50 | 21 |

| 3 | 31 | 12 | 7 | 18 |

| 50 | 21 |

| 3 | 30 | 9 | 14 | 15 |

| 47 | 24 |

| 3 | 28 | 5 | 8 | 13 |  | 12 |

| 44 | 27 |

| 3 | 24 | 3 | 8 | 10 | 6 | 17 |

| 49 | 22 |

| 4 | 31 | 4 | 6 | 8 | 3 | 15 |

| 40 | 31 |